# Легенды Аллодов
Легенды Аллодов (англ. Legends of Allods) — некоммерческий выпуск игры из серии «Аллоды» на движке Dungeon Siege. Разработчик — N-Game Studios.

## Распространение
Игру можно бесплатно скачать с сайта разработчика. Любое коммерческое распространение игры является незаконным. Игра устанавливается поверх лицензионной версии Dungeon Siege, которая уже не является бесплатной.

## Предыстория
Разработка проекта была начата в 2002 году и завершена в 2005. Игра является сюжетным продолжением игры Аллоды II: Повелитель душ. В Легендах Аллодов также прослеживается связь с сюжетом «Проклятых Земель».

## Сюжет
После гибели Великого Мага Урда новая таинственная угроза нависает над аллодом Язес. Для решения проблемы персонажи должны ощутить прохладное дыхание Древнего Леса, услышать пение друидов и побеседовать с мудрыми эльфами. Также героям предстоит посетить жаркие пустыни, преуспеть в выборе доспехов и создании магических заклинаний.

## Характеристики
Игра, хотя и является продолжением сюжетной линии игры Аллоды II: Повелитель душ, использует другой игровой движок (Dungeon Siege).
Баланс сил персонажей, оружия и магии также отличается от предыдущих выпусков. Добавлены новые виды противников, заклинания и снаряжение.
Пользователи могут настроить «Легенды Аллодов» для игры через сеть или Интернет.